# Sončni kuhalnik
Sončni kuhalnik, tudi solarni kuhalnik, je naprava, ki sprejema sončne žarke za segrevanje ali kuhanje hrane ali pijače. Večina sončnih kuhalnikov v uporabi je sorazmerno preprosta za uporabo in cenovno ugodna. Ker ne uporabljajo goriva in je njihovo obratovanje zastonj, jih podpira veliko humanitarnih organizacij po svetu. Zmanjšujejo tudi krčenje gozdov (deforestacijo) v podsaharski Afriki in zmanjšujejo stroške za gorivo. Prihranijo tudi čas, ki bi ga porabili za nabiranje lesa in ne onesnažujejo okolja.

## Delovanje
Principi delovanja preprostih sončnih kuhalnikov:  
- koncentriranje sončnih žarkov: polirano reflektivno ogledalo zbere sončne žarke na majhno kuhalno območje
- konverzija sončne svetlobe v toploto: črno ali nizkoreflektvino telo spremeni elektromagentno sončno sevanje v toploto za kuhanje
- lovljenje toplote v posodi: zrak v posodi je izoliran od zraka v okolici, kar zmanjša konvekcijo toplote
- učinek tople grede: steklo prepušča vidno svetlobo v posodo, vendar prepreči uhajanje infrardečega toplotnega sevanja iz posode

Konvencionalni kuhalniki dosežejo temperaturo do 165 °C in pri tem stelirizirajo vodo. 
Solarni kuhalniki ne potrebujejo goriva za delovanje, temveč le sončno svetlobo. Približno 2 milijardi ljudi na svetu uporabljata odprti ogenj za kuhanje hrane, veliko od njih uporablja les, kar povzroča krčenje gozdov. Uporaba sončnih kuhalnikov je možna skoraj kjerkoli, vendar delujejo učinkoviteje v toplejših predelih sveta. Na bolj severnih območjih ali v primeru oblačnega vremena je potreben drugi vir energije za kuhanje.
Solarni kuhalniki potrebujejo več časa za kuhanje, čeprav je to odvisno od oblike in velikosti kuhalnika. Kuharji se morajo naučiti novih tehnik kuhanja zaradi drugačnih pogojev.